# Ammothella paradisiaca
Ammothella paradisiaca är en havsspindelart som först beskrevs av Loman, J.C.C. 1923.  Ammothella paradisiaca ingår i släktet Ammothella och familjen Ammotheidae. Inga underarter finns listade i Catalogue of Life.